# 收视率
收視率是市場研究和社會調查的一種，用以量度有多少人在直播時間實時收看一個電視節目。

## 计算方法

### 中国大陆地区收视率计算方法

#### 基础研究
基础研究是为了得到被调查地区的详细资料而进行的抽样调查，是保证收视率数据质量的重要环节。
通常，中国大陆地区专业收视率统计机构央视-索福瑞媒介研究有限公司（CSM）会在建立一个新的收视率调查固定样本组之前及建立之后每年（个别小型城市隔年）对该地区进行基础研究调查。使用较大的样本量对被调查区域内的各项人口统计学特征（如：当地居民的性别比例、年龄分布、职业和收入情况等）及可能对收视行为产生影响的因素（如：收视设备的拥有情况、是否为有线用户、电视频道覆盖率情况及被调查者的常用语言及生活习惯等）进行抽样调查。基础研究的样本是固定样组的抽样框，基础研究的结果——基础研究报告是对固定样组进行轮换和控制的依据。

#### 抽样和建立固定样组
抽样是收视率调查的基础环节，对样本是否具有代表性，能否保证收视率数据的准确具有十分重要的意义。收视率调查一般采用多阶段、PPS、整群抽样等抽样方法，来抽取样本、建立固定样组。所谓固定样组连续数据是指对同一样组的人群在不同的时间而获得的数据，固定样组可以更好地避免抽样误差对数据的影响，而获知人们行为、态度等的实际变化。电视收视率调查一般采用固定样组的方式进行，除进行一定比例的样本轮换外，样本相对比较固定。对电视收视率调查的合作样本1年365天，每天24小时的收视行为进行不间断检测，获得电视收视率数据。

#### 测量（数据采集）
- 日记卡法

所谓日记卡法是指由样本户中所有4岁及以上的家庭成员，将每天收看电视的频道、时间段随时记录在日记卡上，以获取电视观众收视信息的方法。
以CSM使用的日记卡为例，日记卡中最重要的两个部分是收视率调查日记卡和日记卡专用夹。在收视率调查日记卡上有记录样本人员所收看电视频道的代码和收视时段的地方，一张日记卡可以记录一名样本人员一周七天的收视情况。日记卡法的记录时段设定为15分钟，即以15分钟为一个记录单位，当样本人员在15分钟内收看某一频道的累计时间超过8分钟时才可记录。
访问员每周一次上门收取已填好的日记卡，并给样本户留下下一周的空白日记卡，以记录下一周的收视情况。 
- 测量仪法

测量仪法是指用测量仪来详细记录样本户中所有4岁及以上家庭成员收看电视的情况，从而获取电视观众收视信息的方法。电视频道变化直接通过测量仪采集，没有任何影响。数据可以精确到秒，可以准确反映收视变化。前一天数据在凌晨通过电话线或GPRS传输回CSM服务器进行数据处理，第二天客户即可以看到数据。CSM目前主要采用三种测量技术：DFM；Si-code；声音匹配（Audio Matching）。
DFM（Direct Frequency Measurement）：是用于模拟电视信号进行测量的技术。收看不同频道时，电视机高频头的本振频率不同，测量仪通过测量电视机高频头输入的本振频率结合频道对应关系掌握收看的频道。
Si-code：是用于数字电视信号的一种操作性较强的方法，同时，准确度也是最高的。测量仪通过监测机顶盒输出的频道系统信息代码（Si-code）结合频道对应关系掌握收看的频道。由于是机顶盒直接给出的工作状态信息，不需要其它任何的转换或识别，因此这种方式是最准确的。
声音匹配（Audio Matching）：是同时可以用于模拟电视和数字电视的测量技术。通过记录样本户家庭电视机播放的声音信号特征，与服务器记录的播出声音信号特征库进行比对，掌握样本户正在收看的频道。
另外，图像匹配技术也可用于收视率调查，由于相比声音匹配效果更差，CSM没有采用此技术进行收视率调查。
- 数据处理

收视数据处理流程包括以下三个环节：
1. 收视调查原始数据输入计算机（仅限日记卡法，测量仪法不需要数据录入）后，要进行数据的净化，以确保原始数据的完整及合理；
2. 净化后的收视数据与样本背景资料库及节目资料库合并形成一个更全面的“收视率资料库”；
3. 在“收视率资料库”的基础上，以性别、年龄等为加权变量，对原始数据进行各种加权计算，产生各种收视率数据。

### 香港收视率计算方法
1978年起，無綫電視、麗的電視（及其後身亞洲電視）與香港市場研究公司（SRG）合作，以香港市場研究公司提供的「電視觀眾研究報告」作為收視數據的參考資料。香港市場研究公司以「電視日記簿」形式收集資料：先挑選一班自願參加計劃的固定住戶，要求他們每15分鐘便紀錄一次數據，如收看的電視台、觀看人數等，然後定期派人上門收回日記簿進行統計及分析，以比率推估全港收視結果。然而，此計算方法依賴調查對象自行填寫資料，誤差較大，所以1983年引入「電視收視記錄儀」收集收視數據。住戶同樣要填寫日記，而電視收視記錄儀則自動記錄電視機的開關、收看頻道及轉台情況，並綜合兩種數據，而最終1991年，香港放棄電視日記簿，而以個人收視記錄儀記錄住戶每秒收視資料，以電話線將數據每日轉送到電腦系統分析，得出收視報告給予電視台及廣告公司。
2006年起負責香港收視調查的是市場機構「CSM媒介研究」-由無綫、亞視及廣告商會資助，研究根據全港收看電視人口的特徵按比例抽樣，在住戶的電視中安裝儀器統計，共有650住戶參加。
香港大部份廣告商都會採用由市場調查公司尼爾森（nielsen）提供的電視收視調查，亦即是收視點數據。收視點越高，代表該節目有越多人收看及越受歡迎。不過，亦有批評指尼爾森的調查方式不全面。尼爾森調查本港電視觀眾收視率，以隨機方法選取約2,300名來自800個家庭的人士作為樣本，再分析他們收看電視的行為及習慣。而據TVB資料，2015年的總電視人口為646.6萬人，每一個收視點代表總電視人口的百分之一，即6.5萬人。以TVB上半年最受歡迎的劇集《武則天》平均有27.2點計，換言之，有176萬人收看該節目。廣告商會參考收視點，再綜合節目與廣告產品的關聯性、廣告價格等因素，競投電視廣告位置。
2018年，無綫電視、ViuTV、奇妙電視聯同香港11間廣告商會成員公司成立「香港電視觀眾收視調查創辦委員會」（FSC），並委任中國廣視索福瑞媒介研究（CSM）為2018年至2023年的香港電視觀眾收視調查機構。新監測方式則會分成「家中電視觀看」（In-home TV Viewing）及「網上觀看」（Online Viewing）兩種。前者將目標抽樣家庭由 800 個增加至 1,000 個（收視樣本人數約2,700），即是在該 1,000 個樣本家庭中安裝「個人收視記錄儀」，並監測每個家庭的樣本成員所觀看的內容，包括免費電視或收視電視節目，以至各種外接至電視的訊源如衛星電視、串流影視內容、影碟、遊戲機等，而收集的數據將會包括直播、時間平移（Time Shift）以及 7 天內的點播重溫內容。另外，加入「網上觀看」（Online Viewing）數據。「網上觀看」收視數據將會分為 3 部分，包括由 comScore 提供的「串流標籤」（Streaming Tag）統計數據、「家庭互聯網測量儀」（Focal Meter）及「虛擬測量儀」（Virtual Meter），去監測所有在線裝置觀看電視節目的情況。所謂「串流標籤」，就是用作監測指定裝置觀看相關網站及 Apps 的內容種類、觀看時間等使用情況；而「家庭互聯網測量儀」則是監測家中所有在線裝置，去確定裝置是否在家中觀看節目；至於「虛擬測量儀」則是用作記錄那一位家庭成員正在使用某一裝置。研究更會每年另做兩次基礎研究，隨機抽樣地址訪問，每次面對面訪問約2000至3000樣本戶，並會將結果和現有接受收視調查的樣本戶作對照。最終反映出來的其中之一項變化，便是每年的每點收視點包含的觀眾數目均有不同，例如在2020年每收視點便包括6.359萬名觀眾，到2021年推及計算的每點收視點會代表6.554萬名觀眾。
2023年7月11日「香港電視觀眾收視調查創辦委員會」（FSC），委任捷孚凯（GFK）為2024年至2030年的香港電視觀眾收視調查機構。

### 台湾收视率计算方法
- 收視率 = 開機率×收視占有率
- 開機率 =（開機總家計單位÷裝機總家計單位）× 100％
- 收視占有率 =（收視總家計單位÷開機總家計單位）× 100％
- 收視率 =［（開機總家計單位÷裝機總家計單位）× （收視總家計單位÷開機總家計單位）］× 100％

经过約分，所以一頻道的收視率 ＝ （收視總家計單位 ÷ 裝機總家計單位） × 100％

舉例：收視率1%計算能讓5萬戶看到（根據NCC統計，總家戶數為820萬戶，2013年收視戶為500萬戶，普及率約6成），每戶約1.5人收看，所以收視人口約7.5萬人（不是2300萬人的1%=23萬人）；而根據尼爾森統計台灣觀眾節目看到廣告時就轉台的比例也很高，達八成，僅次於斯洛伐克（84％）與烏克蘭（81％）。

## 參看
- AC尼尔森、尼爾森NV
- 索福瑞媒介研究
- 捷孚凯
- BARB
- Video Research
- 千次印象費用

## 外部連結
- 電視觀眾意見調查方法（页面存档备份，存于）
- 陳炳宏，〈誰讓收視率成為亂源〉，《蘋果日報》2006年7月11日〈論壇〉。
- AGB尼爾森收視率調查結果（2007/07/30至今）（页面存档备份，存于），《翠谷風情BBS》電視板。
- 收视率造假的三途径（页面存档备份，存于）
- 电视收视率（页面存档备份，存于）